# دانييل جونسون
دانييل جونسون (بالإنجليزية: Daniel Johnson) (و. 1767 – 1835 م) هو جراح، من مملكة بريطانيا العظمى، توفي عن عمر يناهز 68 عاماً.